# Joseph Deschoenmaecker
Joseph "Jos" Deschoenmaecker, né le 2 octobre 1947 à Malines, est un coureur cycliste belge, professionnel de 1969 à 1982.
Il a été équipier d'Eddy Merckx de 1971 à 1978.
Son fils Stijn a également été cycliste professionnel. 

## Palmarès

### Palmarès amateur
- 1967
  - Classement général du Tour de Namur
- 1968
  - Tour de Namur :
    - Classement général
    - 1re étape
- 1969
  - 7e étape du Tour de Belgique amateurs

### Palmarès professionnel
- 1969
  - Circuit de Niel
  - 2e de Kessel-Lier
  - 3e du Grand Prix d'Isbergues
- 1970
  - Circuit de la vallée de la Senne
  - 2e de Bruxelles-Ingooigem
  - 3e du Trèfle à Quatre Feuilles
- 1971
  - Grand Prix Betekom
  - 2e du Grand Prix de Francfort
  - 3e de la Flèche wallonne
  - 7e de Paris-Nice
- 1973
  - 4e étape du Tour d'Espagne
- 1975
  - 6e du Tour de Romandie
- 1976
  - Flèche rebecquoise
- 1980
  - 16e étape du Tour de France
  - 2e du Grand Prix E5

## Résultat sur les grands tours

### Tour de France
10 participations
- 1970 : 57e
- 1972 : 22e
- 1974 : 45e
- 1975 : 17e
- 1977 : 29e
- 1978 : 20e
- 1979 : 21e
- 1980 : 66e, vainqueur de la 16e étape
- 1981 : 67e
- 1982 : abandon (3e étape)

### Tour d'Espagne
1 participation 
- 1973 : abandon (15ea étape), vainqueur de la 4e étape

### Tour d'Italie
4 participations
- 1972 : 26e
- 1973 : 28e
- 1974 : 37e
- 1976 : 29e